# Stazione di Booterstown
La stazione di Booterstown è una stazione ferroviaria irlandese, situata a Dublino. È una delle stazioni della DART e fornisce servizio nell'area di Booterstown. È aperta sette giorni su sette e costeggia la costa, passando vicino al santuario degli uccelli.
La strada che giunge alla stazione è indirizzata a Sud-Est e affiancata da un parcheggio. Fu aperta nel gennaio 1835.

## Servizi
- Servizi igienici
- Capolinea autolinee
- Biglietteria a sportello
- Biglietteria self-service
- Distribuzione automatica cibi e bevande